# 보사

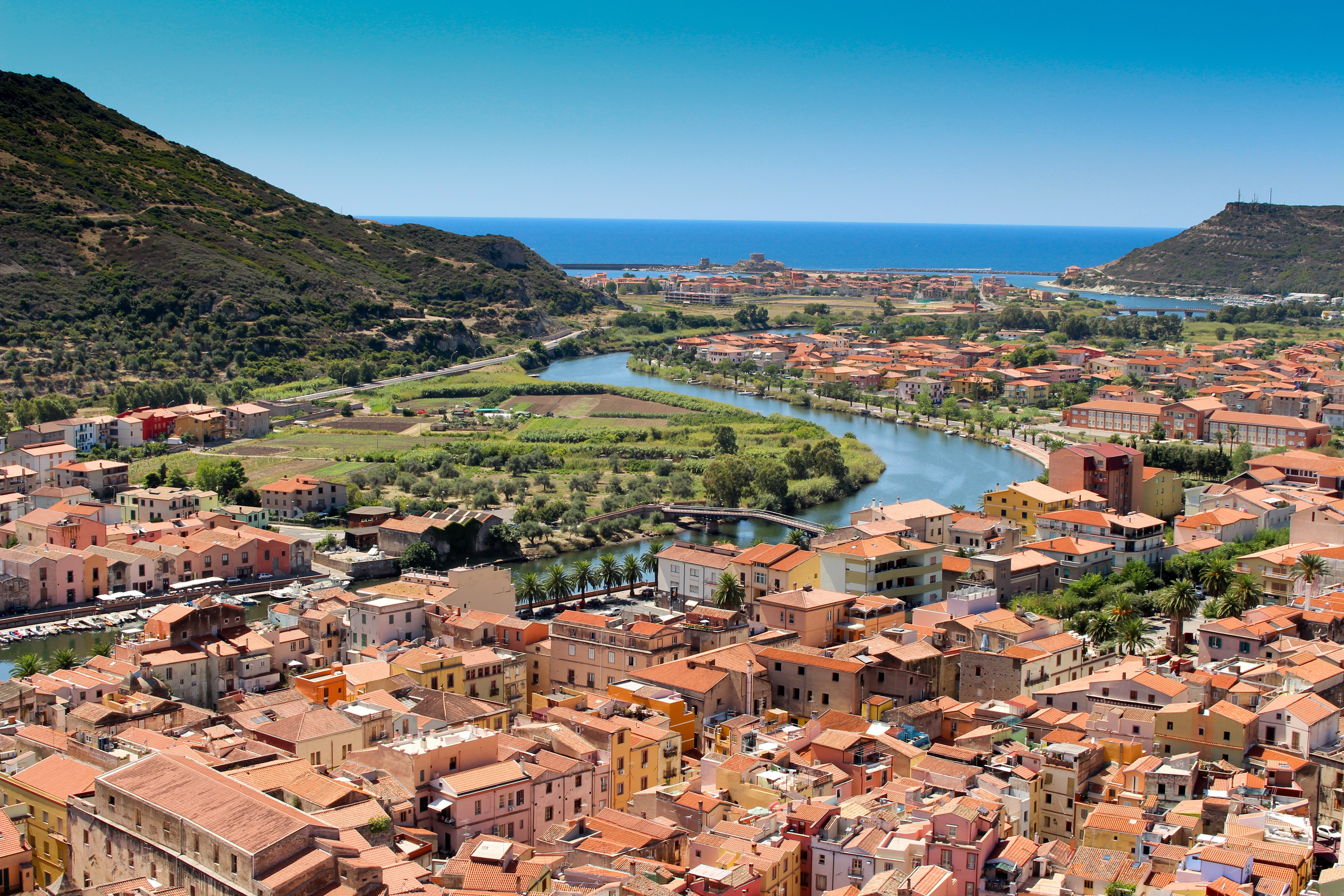

보사(Bosa)는 이탈리아 사르데냐 지방의 오리스타노도(2005년 5월까지는 누오로도에 속함)에 있는 도시이자 코무네이다. 보사는 사르데냐 서해안의 약 3분의 2 지점, 테모강 북쪽 기슭 내륙으로 약 3km(2마일) 떨어진 작은 언덕 위에 위치해 있다. 이 도시는 상당 기간 동안 약 8,000명의 인구를 유지해 왔지만, 사르데냐의 다른 지역과 차별화되는 도시적 특징을 가지고 있다. 이탈리아의 가장 아름다운 마을 중 하나로 손꼽히는 곳이다. 언덕과 고원으로 둘러싸인 해안 근처 계곡 덕분에 농업과 어업이 도시 경제에서 중요한 역할을 한다.

## 역사
이 지역에는 선사 시대부터 사람이 거주해 왔으며, 여러 개의 도무스 데 야나스(Domus de Janas)와 누라게(Nuraghe)가 남아 있는 것을 통해 이를 알 수 있다. 페니키아인들이 세운 것으로 추정되지만, 원래 정착지에 대해서는 알려진 바가 거의 없다. 로마 시대에는 자치구(municipium)였다. 현재의 보사(Bosa) 마을은 13세기에 말라스피나(Malaspina) 가문에 의해 고대 마을 부지에서 2.5km(1.5마일) 떨어진 곳에 세워졌다. 중세 초기에는 로구도로(Logudoro) 주디카토(Giudicato)의 일부로 지방 수도였다. 말라스피나 성이 건설된 후, 주민들은 점차 해변에서 구릉지로 이주했다.
14세기 아라곤 왕조에 의해 점령될 때까지 말라스피나 가문의 손에 있었다. 이후 사르데냐의 다른 지역과 함께 스페인의 지배를 받았다. 그 사이 짧은 기간 동안 아르보레아 주디카토(Giudicato)의 일부였다.
보사는 고전적인 표현으로 유명하다. "보사 사람들은 당신도 그렇게 한다. 비가 오면 비를 내리게 한다."